# Bob obecný
Bob obecný (Vicia faba, syn. Faba vulgaris) je významná zemědělská plodina mírného pásma, patřící do čeledi bobovité (Fabaceae).

## Synonyma
Starší název pro bob obecný je též bob koňský.
Bob obecný byl v minulosti řazen do samostatného rodu Faba. V současné taxonomii je součástí rodu Vicia (vikev) jako Vicia faba. České názvosloví se přidržuje spíše původního názvu bob obecný, i když se lze setkat i s názvem vikev bob.

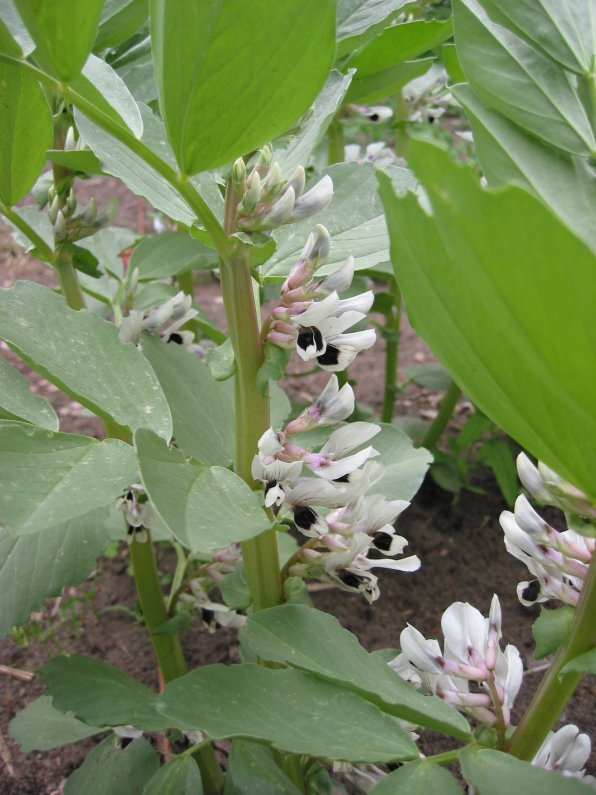
Kvetoucí bob obecný

## Vzhled
Bob je statná, až metr vysoká rostlina s mohutným květenstvím. Kořenový systém není příliš vyvinutý. Květy jsou bílé, až 4 cm velké. Květy jsou podobně jako u všech bobovitých rostlin souměrné, skládají se tedy z 5 srostlých korunních lístků různých tvarů, vytvářejících velkou horní část zvanou pavézu, po straně dvě křídla a dopředu vyrůstající člunek (srostlý ze dvou lístků). Plody jsou tvořeny podlouhlými lusky hnědočerného zbarvení. Listy jsou trojčetné (podobné jeteli, ale větší), lístky jsou asi 5–8 cm dlouhé a 3–5 cm široké.

## Původ
Bob pochází ze severní Afriky a jihozápadní Asie. Již kolem roku 6000 př. n. l. byl běžnou součástí stravy ve východním Středozemí. Ve střední Evropě se objevuje později (patrně až počátkem doby bronzové) a jeho pěstování se patrně nikdy nestalo masovým.

## Hospodářský význam
Bob je pěstován především v řepařské a obilnářské výrobní oblasti jako zelené hnojení (velká biomasa, symbiotické bakterie na hlízkách fixují atmosférický dusík) a jako krmivo pro hospodářská zvířata (odtud původní název – bob koňský). Používá se též jako krycí plodina. V poslední době zažívá pěstování bobu jako krmiva renesanci, protože podobně jako sója obsahuje velké množství bílkovin – 26 až 28 %, ale na rozdíl od sóji nehrozí jeho křížení s geneticky modifikovanými odrůdami, což má velký význam především v ekologickém zemědělství. Novější odrůdy navíc mají menší obsah antinutričních látek (taninu a vicinu).
Bob se vysévá brzy na jaře, do hloubky 8 až 10 cm. Pěstuje se v úzkých řádcích (15 až 25 cm). Sklízí se optimálně při vlhkosti semen 15 až 20 %, teoreticky je možné sklízení i při vyšší vlhkosti (např. ve vlhkých rocích), ale je nutné jej dosoušet.
Bob je v České republice pěstován na 4 500 ha.[kdy?]

## V lidské stravě
V lidské stravě se v Čechách bob příliš neobjevuje a ani v minulosti nepatřil k častějším pokrmům. V Německu v 15. a 16. století byl ale tradičním pokrmem selských domácností. Některé alternativní léčebné metody jej doporučují vzhledem k vysokému obsahu bílkovin např. k léčbě kloubů. V anglosaských zemích jsou rozšířené odrůdy s velkými semeny, jejichž využití je podobné jako u fazolí.
Semena bobu obecného lze po vyloupání z lusků konzumovat syrová, podobně jako hrášek, nebo je možné je rozmanitými způsoby tepelně zpracovat. Přidávají se do těstovin, rizota a podávají se také jako příloha k masu či rybám.
V neposlední řadě se z této rostliny vyrábí také mouka, těstoviny a další výrobky pro vegany nebo osoby, které nemohou konzumovat lepek.
Semena bobu obecného obsahují alkaloid vicin, který je toxický pro osoby, které mají genetické onemocnění deficit glukózo-6-fosfát dehydrogenázy. Náchylnost těchto osob k akutní hemolýze po konzumaci bobu obecného se nazývá favismus nebo také fabismus.

## Význam ve včelařství
Bob obecný není pro včely příliš atraktivní rostlinou. Jeho nektarodárnost není vysoká. Nektarium bobu vyprodukuje za 24 hodin 0,6 mg nektaru s cukernatostí 33 %. Cukerná hodnota, tedy množství cukru vyprodukovaného v květu za 24 hodin, je 0,2 mg. Bob produkuje velké množství pylu s vysokou výživnou hodnotou pro včely, pylové rousky jsou bělavé, dýmově šedé nebo tmavě šedé. Druhové medy bobu nejsou známy.
Bob obecný bývá napadán mšicí bobovou, která je významným zdrojem medovice. Zajištění 3–4 včelstev na hektar porostu bobu zvyšuje výnos semen a bob dozrává pravidelněji.